# 진화주의
진화주의(進化主義)는 찰스 다윈의 진화론과는 다르다. 인생을 부동(不動)의 것으로 보지 않고 물(物)이나 세계도 모든 면에 있어서 진화하고 발전한다는 철학설이다. 베르그송의 창조적 진화가 그 대표적인 견해라고 하겠다.

## 같이 보기
- 다윈주의
- 진화적 이론과 그 사실
- 공통 조상의 증거
- 사회진화론